# دورگی
دورگی (به لاتین: Duregi) یک منطقهٔ مسکونی در روسیه است که در شهرستان کایتاگسکی واقع شده‌است.